# Saint-Samson-sur-Rance
Saint-Samson-sur-Rance är en kommun i departementet Côtes-d'Armor i regionen Bretagne i nordvästra Frankrike. Kommunen ligger i kantonen Dinan-Ouest som tillhör arrondissementet Dinan. År 2022 hade Saint-Samson-sur-Rance 1 630 invånare.

## Befolkningsutveckling
Antalet invånare i kommunen Saint-Samson-sur-Rance
Referens:INSEE